# Blastomyceten
|  | Dieser Artikel wurde aufgrund von formalen oder inhaltlichen Mängeln in der Qualitätssicherung Biologie zur Verbesserung eingetragen. Dies geschieht, um die Qualität der Biologie-Artikel auf ein akzeptables Niveau zu bringen. Bitte hilf mit, diesen Artikel zu verbessern! Artikel, die nicht signifikant verbessert werden, können gegebenenfalls gelöscht werden. Lies dazu auch die näheren Informationen in den Mindestanforderungen an Biologie-Artikel. |

Blastomyceten (Blastomyces) sind eine  Pilzgattung, die zur Ordnung der Onygenales gehören. Sie sind weit verbreitet und kommen in vielen Regionen der Welt vor, insbesondere in Nordamerika und Afrika. Die Blastomyceten sind bekannt für ihre Fähigkeit, eine Vielzahl von Krankheiten beim Menschen und bei Tieren zu verursachen, einschließlich der lebensbedrohlichen Krankheit Blastomykose.

## Merkmale
Die Blastomyceten sind Pilze, die in der Regel eine runde, glatte oder leicht raue Oberfläche aufweisen. Sie bilden keine besonderen Fruchtkörper aus, sondern wachsen als Hefen oder als Pilzfäden. Die Zellwände der Blastomyceten bestehen aus Chitin und Glucan. Die meisten Arten der Blastomyceten sind dimorph, was bedeutet, dass sie in der Lage sind, entweder als Hefe- oder als Pilzform zu wachsen.

## Vorkommen und Verbreitung
Die Blastomyceten kommen weltweit vor, besonders jedoch in Nordamerika und Afrika. Sie sind in der Natur weit verbreitet und besiedeln sowohl den Boden als auch Pflanzenmaterialien und andere organische Substrate. Einige Arten leben auch in Tiergeweben oder in Wasser.

## Krankheiten
Blastomykose ist die häufigste Erkrankung, die durch Blastomyceten verursacht wird. Sie tritt auf, wenn der Pilz in den Körper eindringt und eine Infektion verursacht. Die Symptome der Krankheit können sehr unterschiedlich sein und reichen von grippeähnlichen Symptomen bis hin zu schweren, lebensbedrohlichen Lungenentzündungen. Eine weitere Krankheit, die durch Blastomyceten verursacht wird, ist die Sporotrichose, eine Pilzinfektion, die hauptsächlich die Haut betrifft.

## Arten
- Blastomyces dermatitidis
- Blastomyces emzantsi
- Blastomyces gilchristii
- Blastomyces helicus
- Blastomyces parvus
- Blastomyces percusus
- Blastomyces silverae